# رائف باشا
رائف باشا (1895 - ؟) رجل دولة من ولاة حلب وهو من جماعة مدحت باشا أراد أن يجعل حلب إسطنبول الصغرى.
من أعماله في حلب أول خارطة هندسية فنية للمدينة، وأول دولاب هواء آليٍّ في منتزه السبيل ليستخرج به الماء إرواءاً للمسافرين والمتنزهين، ثم أنشأ حديقة ثانية وهي المنشية في محلّة العزيزية التي حُفرت فيها بركة ماء على نسق مضيق البوسفور وحولها أقفاص العصافير والطيور، ثم أنشأ الجادة الكبرى من مزار السهرورديّ وحتى محطة الشام ودشّن مشفى الغرباء بمواجهة القلعة، وأمر بتجفيف مستنقع اسكندرون، وفي عام 1898م وضع حجر الأساس لمنارة ساعة باب الفرج، حتى بلغ مصروف عمارتها 600 ليرة ذهبية، كان حفل إفتتاحها عام 1900م.